# Anywhere for You
Anywhere for You är debutsingeln av John Martin. Låten släpptes den 12 februari 2014. Under en intervju med Sveriges Radio berättade John Martin att låten skrevs i Los Angeles och är tillägnad till hans familj och vänner.